# Ведмежий (струмок)
Ведмежий — струмок  в Україні, у Коломийському  районі Івано-Франківської області, лівий доплив Лючки   (басейн Дунаю).

## Опис
Довжина струмка приблизно 6 км. Формується з багатьох безіменних струмків.  

## Розташування
Бере  початок на південних схилах гори Дубова. Тече переважно на південний схід  через село Лючки у національному природному парку "Гуцульщина" і впадає у річку Лючку, ліву притоку Пістиньки.